# L-mimozin sintaza
L-mimozin sintaza (EC 2.5.1.52, O3-acetil-L-serin acetat-lijaza (adding 3,4-dihidroksipiridin-1-il), 3-O-acetil--serin:3,4-dihidroksipiridin 1-(2-amino-2-karboksietil)transferaza) je enzim sa sistematskim imenom O3-acetil--serin:3,4-dihidroksipiridin 1-(2-amino-2-karboksietil)transferaza. Ovaj enzim katalizuje sledeću hemijsku reakciju
O3-acetil-L-serin + 3,4-dihidroksipiridin {\displaystyle \rightleftharpoons } 3-(3,4-dihidroksipiridin-1-il)-L-alanin + acetat
Ovaj enzim učestvuje u biosintezi L-mimozina kod Mimosa i Leucaena vrsta.

## Literatura
- Nicholas C. Price; Lewis Stevens (1999). Fundamentals of Enzymology: The Cell and Molecular Biology of Catalytic Proteins (Third изд.). USA: Oxford University Press. ISBN 019850229X.
- Eric J. Toone (2006). Advances in Enzymology and Related Areas of Molecular Biology, Protein Evolution (Volume 75 изд.). Wiley-Interscience. ISBN 0471205036.
- Branden C; Tooze J. Introduction to Protein Structure. New York, NY: Garland Publishing. ISBN 0-8153-2305-0.
- Irwin H. Segel. Enzyme Kinetics: Behavior and Analysis of Rapid Equilibrium and Steady-State Enzyme Systems (Book 44 изд.). Wiley Classics Library. ISBN 0471303097.

## Spoljašnje veze
- L-mimosine+synthase на 